# Peter Singer
Peter Albert David Singer, (Melbourne, 1946. július 6. –) ausztrál erkölcsfilozófus, a Princeton Egyetem és a Melbourne-i Egyetem professzora. Kutatási területe az alkalmazott etika, melynek kérdéseit szekuláris és utilitárius irányból vizsgálja.
2004-ben az Ausztrál Humanista Társaságok Tanácsa Az Év Ausztrál Humanistája díjjal tüntette ki. 2005-ben a Sydney Morning Herald  Ausztrália tíz legbefolyásosabb értelmiségije közé sorolta. Ugyanebben az évben a Time a világ 100 legnagyobb hatású embere közé sorolta.

## Tanulmányai, karrierje
A Melbourne-i Egyetemen jogot, történelmet és filozófiát tanult, ahol 1967-ben BA, 1969-ben MA diplomát szerez. Ez után ösztöndíjjal az Oxfordi Egyetemen tanul, ahol 1971-ben BPhil fokozatot nyer.

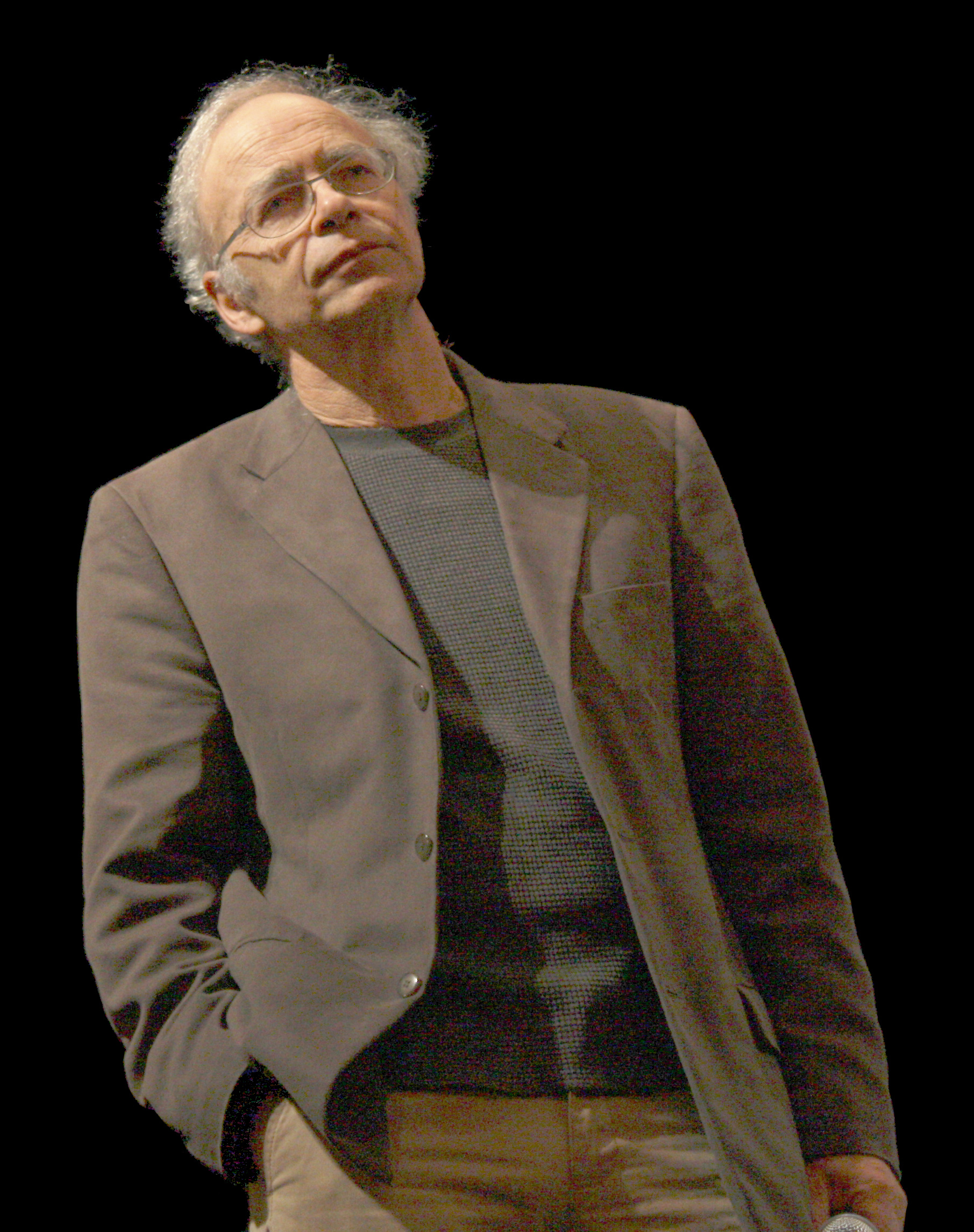
Singer 2009-ben

Két évig tanít az Oxfordi Egyetemen, majd a New York-i Egyetem vendégprofesszora. Melbourne-be 1977-ben tér vissza. 1999-ben Princeton-ba költözik.

## Alkalmazott etika
Gyakorlati etika (1979) című könyvében azt elemzi, hogy miért és hogyan ütköztethetők az élőlények különböző érdekei.

### Effektív altruizmus és világ szegénység

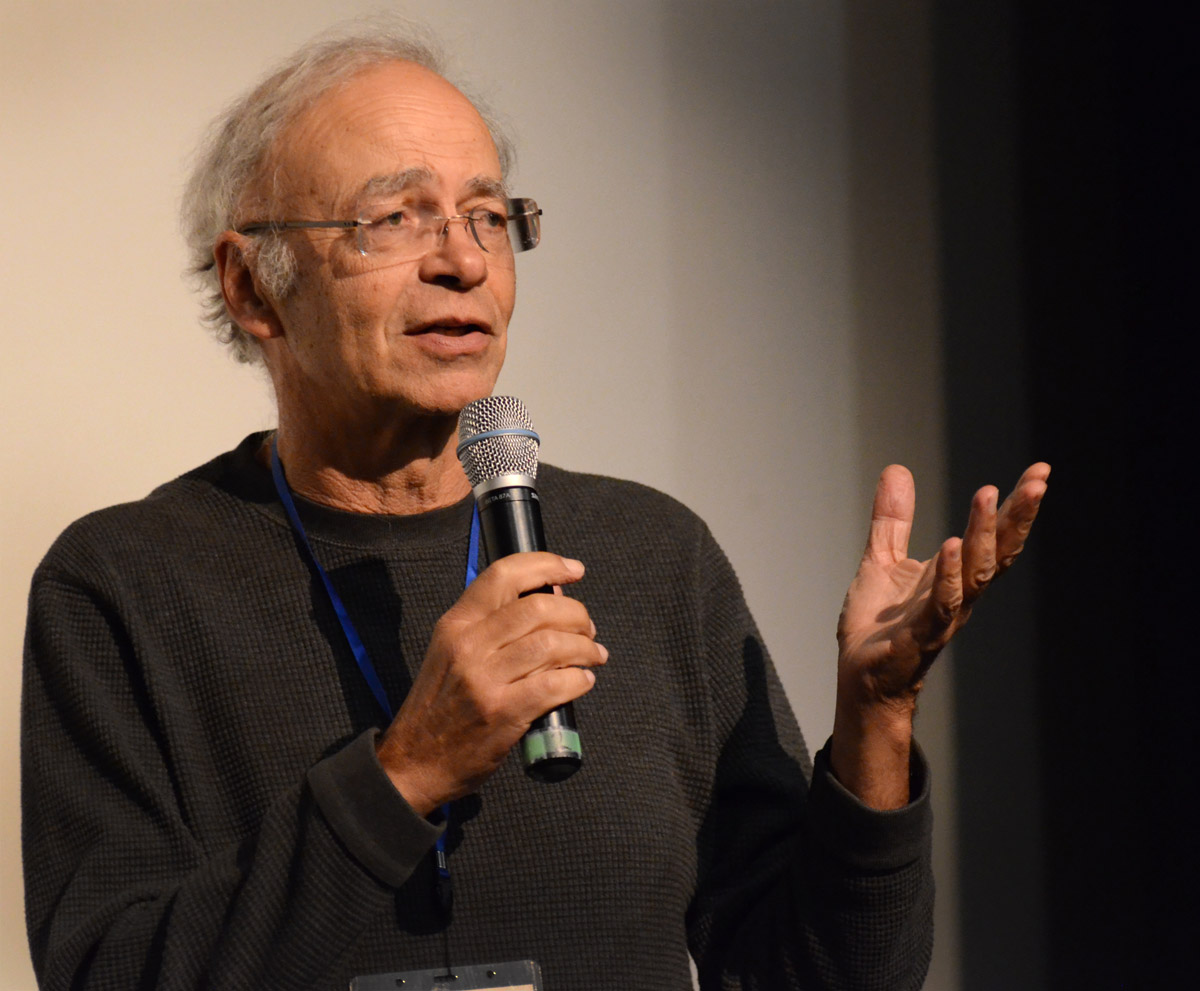
Singer egy effektív altruizmus konferencián Melbourne-ben, 2015-ben.

Singer munkássága hozzájárult az effektív altruizmus fejlődéséhez. Amellett érvel, hogy nem elég a szenvedést csökkenteni, hanem ezt a lehető leghatékonyabb módon kell tenni. 2015-ös könyve, A legnagyobb jó, amit tehetsz, szintén erről szól.

## Kitüntetések
2012-ben az Ausztrál Lovagrend tagjává választják „a filozófia és a bioetika kiemelkedő szolgálatáért mint társadalmi viták vezetője és a globális szegénységgel, az állatok jólétével és az emberek körülményeivel foglalkozó elképzelések terjesztője”.

## Művei (válogatás)

### Önállóan írt könyvek
- Animal Liberation: A New Ethics for our Treatment of Animals (Az állatok felszabadítása: új etika az állatok kezelésére). New York Review/Random House, New York, 1975; Cape, London, 1976; Avon, New York, 1977; Paladin, London, 1977; Thorsons, London, 1983. Harper Perennial Modern Classics, New York, 2002. Harper Perennial Modern Classics, New York, 2009
- Democracy and Disobedience (Demokrácia és engedetlenség) Clarendon Press, Oxford, 1973; Oxford University Press, New York, 1974; Gregg Revivals, Aldershot, Hampshire, 1994
- Practical Ethics (Gyakorlati etika) Cambridge University Press, Cambridge, 1980; második kiadás: 1993; harmadik kiadás: 2011. ISBN 0-521-22920-0, ISBN 0-521-29720-6, ISBN 978-0-521-70768-8
- Marx, Oxford University Press, Oxford, 1980; Hill & Wang, New York, 1980; újra kiadva Marx: egy nagyon rövid bevezetés címen. Oxford University Press, 2000; teljes terjedelmében bekerült K. Thomas (szerk..) Nagy politikai gondolkodók: Machiavelli, Hobbes, Mill és Marx. című könyvébe. Oxford University Press, Oxford, 1992
- The Expanding Circle: Ethics and Sociobiology (A bővülő kör: etika és szociobiológia) Farrar, Straus and Giroux, New York, 1981; Oxford University Press, Oxford, 1981; New American Library, New York, 1982. ISBN 0-19-283038-4
- Hegel, Oxford University Press, Oxford and New York, 1982; újra kiadva Hegel: egy nagyon rövid bevezetés címen. Oxford University Press, 2001; teljes terjedelmében bekerült a Német filozófusok: Kant, Hegel, Schopenhauer, Nietzsche című könyvbe. Oxford University Press, Oxford, 1997
- How Are We to Live? Ethics in an Age of Self-interest (Hogyan éljünk? Etika az önérdek korában) Text Publishing, Melbourne, 1993; Mandarin, London, 1995; Prometheus, Buffalo, NY, 1995; Oxford University Press, Oxford, 1997
- Rethinking Life and Death: The Collapse of Our Traditional Ethics (Az élet és a halál újragondolása: hagyományos etikánk összeomlása) Text Publishing, Melbourne, 1994; St Martin's Press, New York, 1995; reprint 2008. ISBN 0-312-11880-5 Oxford University Press, Oxford, 1995
- Ethics into Action: Henry Spira and the Animal Rights Movement, Rowman and Littlefield, Lanham, Maryland, 1998; Melbourne University Press, Melbourne, 1999
- A Darwinian Left, Weidenfeld and Nicolson, London, 1999; Yale University Press, New Haven, 2000. ISBN 0-300-08323-8
- One World: The Ethics of Globalisation (Egy világ: a globalizáció etikája), Yale University Press, New Haven, 2002; Text Publishing, Melbourne, 2002; 2nd edition, pb, Yale University Press, 2004; Oxford Longman, Hyderabad, 2004. ISBN 0-300-09686-0
- Pushing Time Away: My Grandfather and the Tragedy of Jewish Vienna, Ecco Press, New York, 2003; HarperCollins Australia, Melbourne, 2003; Granta, London, 2004
- The President of Good and Evil: The Ethics of George W. Bush (A jó és az ördögi elnöke: George W. Bush etikája), Dutton, New York, 2004; Granta, London, 2004; Text, Melbourne, 2004. ISBN 0-525-94813-9
- The Life You Can Save: Acting Now to End World Poverty (Az élet, amit megmenthetsz: cselekvés most, hogy megszűnjön a világ szegénység) New York: Random House 2009[13]
- The Most Good You Can Do: How Effective Altruism Is Changing Ideas About Living Ethically (A legnagyobb jó, amit tehetsz: hogyan változtatja meg az etikus életről alkotott elképzeléseinket az effektív altruizmus) Yale University Press, 2015[14]
- Ethics in the Real World: 82 Brief Essays on Things That Matter (Etika a való világban: 82 rövid értekezés fontos dolgokról) Princeton University Press, 2016

## Magyarul megjelent művei
- Minden állat egyenlő (in szerk.: Lányi András, Jávor Benedek: Környezet és etika. Szöveggyűjtemény. Budapest: L'Harmattan, 39-56. o. (2005). ISBN 9637343172)
- Az állatok felszabadítása (Animal Liberation); előszó Yuval Noah Harari, Kovács József, ford. Garai Attila; Oriold és Társai Kft., Bp., 2019 ISBN 9786155981081

## Fordítás
- Ez a szócikk részben vagy egészben  a   Peter Singer című angol Wikipédia-szócikk ezen változatának fordításán alapul.  Az eredeti cikk szerkesztőit annak laptörténete sorolja fel. Ez a jelzés csupán a megfogalmazás eredetét és a szerzői jogokat jelzi, nem szolgál a cikkben szereplő információk forrásmegjelöléseként.